# 엄정초등학교 목계분교
엄정초등학교 목계분교는 대한민국 충청북도 충주시 엄정면 안암목계길 11 (목계리)에 있었던 공립 초등학교이다.

## 연혁
- 1948.09.06 엄정국민학교 목계분교장 설치(1학년1학급58명)
- 1949.11.30 목계국민학교로 승격(2학급 107명)
- 1985.03.11 병설유치원 개원(28명)
- 2002.07.26 목계초등학교 분교장 개편 공고
- 2003.02.20 제52회 마지막 졸업식 (졸업생 수 : 총2,016명)
- 2003.09.01 엄정초등학교 목계분교장으로 개편
- 2009.03.01 엄정초등학교로 통폐합